# Mormodes cogniauxii
Mormodes cogniauxii är en orkidéart som beskrevs av Lucien Linden. Mormodes cogniauxii ingår i släktet Mormodes och familjen orkidéer.
Artens utbredningsområde är Colombia. Inga underarter finns listade i Catalogue of Life.